# Ángela Ginard Martí
Ángela Ginard Martí, auch Maria von den Engeln Ginard Martí, (* 3. April 1894 in Llucmajor, Mallorca, Spanien; † 26. August 1936 in Madrid) war eine spanische römisch-katholische Ordensschwester und Märtyrerin. Sie wurde während der Kirchenverfolgung des Spanischen Bürgerkriegs aus Glaubenshass hingerichtet und von Papst Benedikt XVI. 2005 seliggesprochen.

## Leben
Ginard wuchs als drittes Kind mit ihren Eltern Sebastian Ginard Gracía und Margarita Martí Canals und den acht Geschwistern in Palma de Mallorca auf, wo der Vater der Polizeieinheit Guardia Civil angehörte. Da sein Einkommen für die große Familie nicht ausreichte, musste Ginard seit ihrer Jugendzeit das Familienbudget durch Anfertigung von Damenhüten aufbessern und vorerst auf ihren Wunsch verzichten, in das Kloster San Bartolomé der Hieronymitinnen in Inca einzutreten.
Erst 1921 gaben die Eltern die Zustimmung für den Eintritt ins Kloster Hermanas Celadoras del Culto Eucarístico in Palma, das zur Kongregation „Schwestern, Hüterinnen der eucharistischen Anbetung“ zählte. Am 21. November 1921 trat sie in das Kloster ein. Mit dem Beginn des Noviziats erhielt Ginard den Ordensnamen Maria von den Engeln. Nachdem sie 1924 ihre Gelübde abgelegt hatte, wirkte sie in den Ordenshäusern von Madrid und Barcelona, wo sie die wirtschaftliche Verwaltung ernahm, bis sie 1932 wieder nach Madrid zurückbeordert wurde.
Die Kampfhandlungen des Spanischen Bürgerkriegs und der korrespondierende radikale Antiklerikalismus, der sich auch gegen kirchliche Einrichtungen wandte, zwang Ginards Kongregation am 20. Juli 1936 zur Schließung der Madrider Niederlassung. Die Ordensschwestern suchten daraufhin in privaten Verstecken Schutz vor den gewalttätigen Übergriffen. Am 25. August 1936 spürten Milizionäre ihr Versteck auf und verhafteten neben Ginard auch die unbeteiligte Schwester des Hausbesitzers, Dona Amparo, welche nur durch die Selbstauslieferung Ginards vom Kerker verschont wurde. Nach ihrer Inhaftierung wurde sie am 26. August 1936 durch einen Kopfschuss exekutiert. 1941 wurden ihre Gebeine bei einer Exhumierung eines Massengrabes identifiziert und in das Madrider Kloster überführt. Im Spanischen Staatsarchiv sind Fotos der Leiche vorhanden.

## Seligsprechungsprozess
Der Seligsprechungsprozess für Ginard begann im Jahr 1987 mit den diözesanen Untersuchungen, welche am 28. April 1987 initiiert und am 23. März 1990 abgeschlossen wurden. Am 19. April 2004 wurde Ginards Hinrichtung in odium fidei (aus Glaubenshass) durch Papst Johannes Paul II. bestätigt, der ihre Seligsprechung am 24. April 2005 vornehmen wollte. Nach seinem vorzeitigen Tod fanden die Feierlichkeiten am 29. Oktober 2005 unter Papst Benedikt XVI. am Petersplatz statt. Ginards liturgischer Gedenktag ist am 30. August.